# Pebre (salsa)
El pebre és una salsa del tipus adob típic de Xile, semblant al chimichurri argentí o al pico de gallo mexicà. S'usa en menjar carn sobre choripanes en un rostit. També se serveix amb sopaipilla o simplement amb pa xilè "marraqueta".
Hi ha diversos tipus de pebre, però els més comuns són el pebre de coriandre i el de bitxo. Encara que s'assemblen a condiments, són diferents. El primer és un adob de coriandre, cibulet i pebre vermell, entre altres condiments, barrejant-ho tot i deixant-lo reposar perquè s'estovi. El de bitxo és més fort i consta de bitxo (triturat), all, coriandre, vi negre i cibulet.
A més dels dos anteriors, també hi ha un tipus de pebre fet amb ceba i tomàquet, tots dos picats en daus, amb coriandre, oli, vinagre, sal i, de vegades, bitxo, que és conegut amb el nom de "chancho en piedra".

## Història
L'origen del Pebre com a salsa xilena es remunta a l'arribada d'enginyers catalans i paletes altament qualificats sota la supervisió de l'arquitecte italià Joaquín Toesca, per a la construcció dels Tajamares de Santiago, les lleres fluvials, les parets fluvials i els ponts del Santiago. riu ciutat de Santiago, el Mapocho. Els treballadors catalans van preparar una salsa senzilla amb coriandre, oli, vinagre i sal, anomenada Pebre pel seu ingredient principal, bitxo.